# Кула-Кангрі
Кула Кангрі (Kula Kangri) (7538 м) — вершина в центральній частині Гімалаїв, найвищий пік за 23 км на північний схід від Гангкхар Пуенсума (7570 м) і за 4 км на північний захід від Карджіанга (7221 м). Розташована на державному кордоні між Бутаном і Китаєм (на неофіційному кордоні Бутану, що проходить на 15-20 км північніше загальноприйнятого). 46-та за висотою вершина в світі і друга в Бутані.
Першосходження на Кула Кангрі здійснила в 1986 р. японська експедиція під керівництвом Казумаса Хіраї (Kazumasa Hirai).
Масив Кула Кангрі складається з 6 семитисячників, розміщених у районі Тибету Ложанг на центральному гребені Гімалаїв. На головному 3-кілометрової довжини гребені на схід від головної вершини знаходяться Кула Кангрі II (7548 м) і Кула Кангрі III (7384 м). На північний схід лежать Карджіанг I (7221 м), Карджіанг Північний (7196 м) і Карджіанг II (7045 м). На відстані, особливо з півдня, вершини головного гребеня нагадують гігантську вертикальну стіну. Для цієї місцевості характерне поєднання жорсткого клімату, сильних вітрів, низьких мінімальних і великої різниці добових температур.